# Силајџевина
Силајџевина је насељено мјесто у Босни и Херцеговини у општини Доњи Вакуф које административно припада Федерацији Босне и Херцеговине. Према попису становништва из 1991. у насељу је живјело 48 становника.

## Географија
По последњем службеном попису становништва из 1991. године, у насељу Силајџевина живело је 48 становника. Становници су претежно били Срби.

## Становништво
| Националност | 1991.       | 1981. | 1971. |
| Срби         | 31 (64,58%) |       |       |
| Муслимани    | 17 (35,42%) |       |       |
| Укупно       | 48          |       |       |